# Muzeum Czynu Bojowego Kleeberczyków w Woli Gułowskiej
Muzeum Czynu Bojowego Kleeberczyków w Woli Gułowskiej – muzeum z siedzibą we wsi Wola Gułowska (powiat łukowski). Placówka jest jednostką organizacyjną gminy Adamów, a jej siedzibą są pomieszczenia Domu Kultury, będącego zarazem Pomnikiem Czynu Bojowego Kleeberczyków.

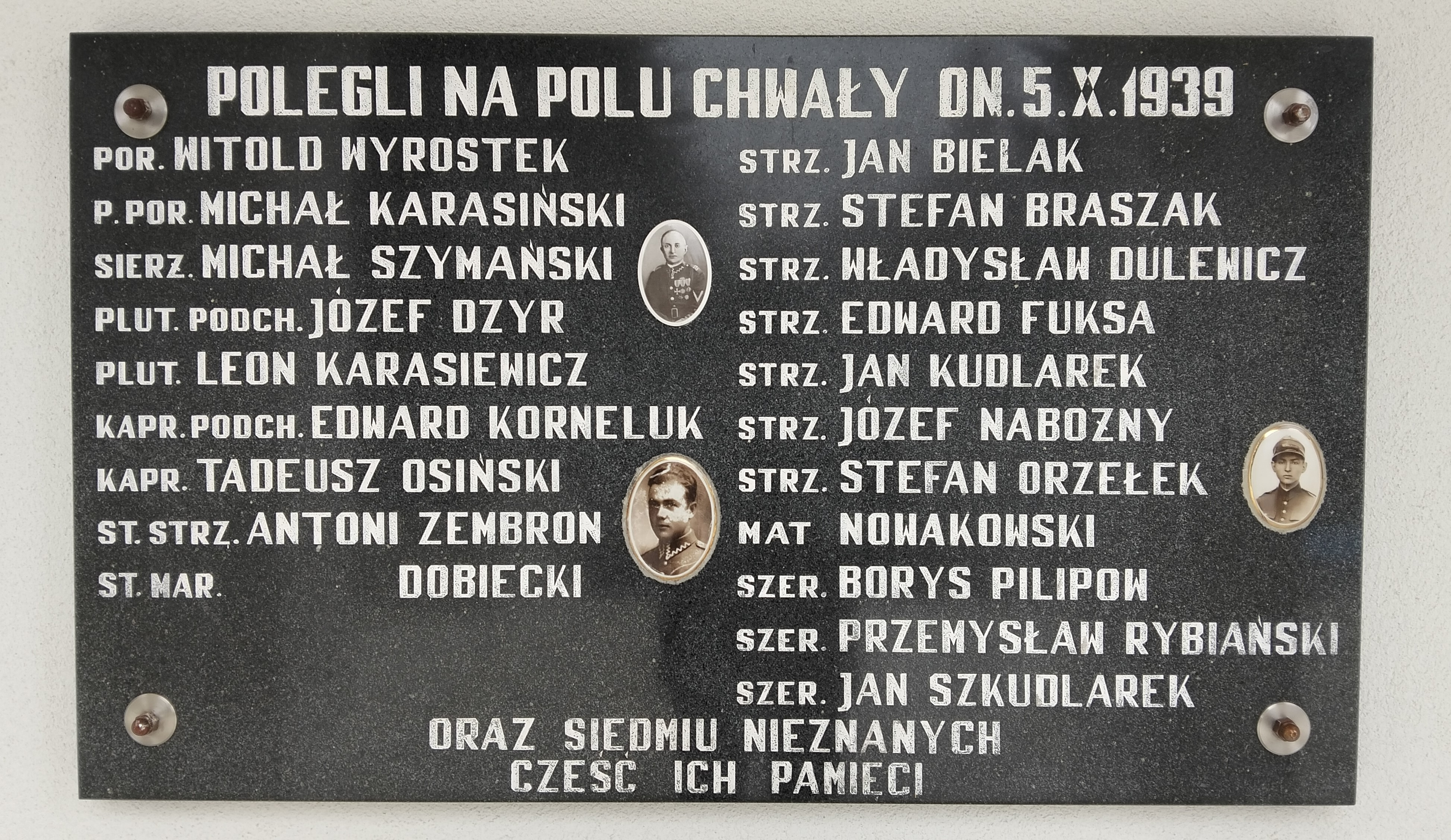
Tablica pamiątkowa

Początki muzealnej kolekcji sięgają lat 80., kiedy to zbiory gromadzone były w szkolnej Izbie Pamięci. W 1989 roku oddano do użytku Dom Kultury - Pomnik Czynu Bojowego Kleeberczyków w Woli Gułowskiej, do którego to przeniesiono zbiory. Wydarzenie to miało miejsce w 50. rocznicę walk pod Wolą Gułowską, a w otwarciu muzeum uczestniczył ówczesny prezydent Polski, gen. Wojciech Jaruzelski. W 2014 roku muzeum przeszło modernizację zbiorów.
W zbiorach muzeum zgromadzono pamiątki po wojnie obronnej Polski 1939 roku ze szczególnym uwzględnieniem szlaku bojowego Samodzielnej Grupy Operacyjnej „Polesie” oraz dowódcy jednostki, gen. Franciszka Kleeberga. Wśród eksponatów znajdują się elementy uzbrojenia, umundurowania i wyposażenia żołnierzy polskich, niemieckich i radzieckich, siodła oraz elementy uprzęży oraz zdjęcia i pamiątki osobiste żołnierzy. Do najcenniejszych pamiątek należą m.in. „Srebrna Lanca” - nagroda przechodnia 3 Pułku Szwoleżerów Mazowieckich oraz bandera pińskiej Flotylli Rzecznej. 
Muzeum jest obiektem całorocznym, czynnym codziennie. Zwiedzanie z przewodnikiem obejmuje - oprócz pomieszczeń Muzeum - również izbę regionalną, szkółkę rzeźbiarską, izbę myśliwską oraz Sanktuarium Matki Bożej Patronki Żołnierzy Września (ok. 100 metrów od budynku).